# إدواردو فرنانديز ألدانا
إدواردو فرنانديز ألدانا (بالإسبانية: Eduardo Fernández Aldana)‏ هو لاعب كرة قدم مكسيكي، ولد في 4 مارس 1990 في باتشوكا في المكسيك. لعب مع Venados F.C. ‏.